# Campeonato Mundial de Bádminton de 1997
El X Campeonato Mundial de Bádminton se celebró en Glasgow (Reino Unido) del 24 de mayo al 1 de junio de 1997 bajo la organización de la Federación Internacional de Bádminton (IBF) y la Unión Escocesa de Bádminton.
Las competiciones se realizaron en el Centro Scotstoun de la ciudad escocesa.

## Medallistas
| Evento               | Oro                                    | Plata                                  | Bronce                                                                        |
| -------------------- | -------------------------------------- | -------------------------------------- | ----------------------------------------------------------------------------- |
| Individual masculino | Peter Rasmussen Dinamarca              | Sun Jun China                          | Hariyanto Arbi Indonesia Poul-Erik Høyer Larsen Dinamarca                     |
| Dobles masculino     | Candra Wijaya Sigit Budiarto Indonesia | Yap Kim Hock Cheah Soon Kit Malasia    | Lee Dong-Soo Yoo Yong-Sung Corea del Sur Ricky Subagja Rexy Mainaky Indonesia |
| Individual femenino  | Ye Zhaoying China                      | Gong Zhichao China                     | Han Jingna China Wang Chen China                                              |
| Dobles femenino      | Ge Fei Gu Jun China                    | Qin Yiyuan Tang Yongshu China          | Eliza Nathanael Zelin Resiana Indonesia Qian Hong Liu Lu China                |
| Dobles mixto         | Liu Yong Ge Fei China                  | Jens Eriksen Marlene Thomsen Dinamarca | Tri Kusharyanto Minarti Timur Indonesia Michael Søgaard Rikke Olsen Dinamarca |

## Medallero
| Núm. | País          | Oro | Plata | Bronce | Total |
| ---- | ------------- | --- | ----- | ------ | ----- |
| 1    | China         | 3   | 3     | 3      | 9     |
| 2    | Dinamarca     | 1   | 1     | 2      | 4     |
| 3    | Indonesia     | 1   | 0     | 4      | 5     |
| 4    | Malasia       | 0   | 1     | 0      | 1     |
| 5    | Corea del Sur | 0   | 0     | 1      | 1     |
|      | TOTAL         | 5   | 5     | 10     | 20    |